# 正宗寺 (瑞浪市)
正宗寺（しょうじゅうじ）は、岐阜県瑞浪市北小田町にある臨済宗妙心寺派の龍泉派の寺院。山号は恵照山。

## 歴史
寺伝によると、永享年間に中野庵として草創したと伝わる。
庵主は、曾勘・五蔵主・庄蔵主・彌蔵主・礼蔵主・普蔵主・鐡蔵主・善蔵主・圓蔵主と続いた。
天正3年(1575年)、京都東福寺の了室西悟が中野庵に止宿し、三河に三玄寺を開山した柏庭宗松の趣意を体して、天正8年(1580年)に正宗寺に寺号を改めた。
寛文7年(1667年)、可児郡久々利村の東禅寺の法系の雲海祖端が、正宗法憧(三河三玄寺の柏庭宗松)を勧請開山にして、龍泉門派の寺院として再々創したが、
天明6年(1768年)、火災により焼失したため、寛政年間に再建され、さらに寛文年間に再々建された。
正宗寺の山門左手には、元禄6年（1693年）の地蔵と文政12年（1829年）の三十三観音が並んでいる。
本堂の前には唐金の穏やかな面持ちの観音が立っている。

## 寺宝

### 御深井釉角香炉
正宗寺に伝えられている御深井角香炉（おふけゆうかくこうろ）は、高さ17.5センチメートル、口径31.4センチメートル×25.7センチメートルという大型の香炉で、全体に御深井釉が施されている。
紐に繋がれた馬が器の正・背面に貼られ、馬の体部は竹管文（円形の文様）で装飾されており、優品が少なくなる江戸時代中期にあって、陶工の心意気あふれる秀作である。
底部には「元禄拾丁丑皐月吉日　籠橋氏信重寄進之　水野四郎兵衛　濃州土岐郡駄智村　作」の文字が刻まれており、この香炉が、元禄10年（1697年）に土岐郡駄智村（現在の土岐市駄知町）の水野四郎兵衛により制作され、庄屋の籠橋信重によって寄進されたことが判る。
かつては旧正月に高松観音堂（瑞浪市小田町）の祭事で公開されていた。

### 魚藍観音図
黄檗宗五世の高泉性潡の筆による魚藍観音図を有している。

## 薬王山 東仙寺
瑞浪市戸狩636にある臨済宗妙心寺派の寺院。美濃瑞浪三十三観音霊場二十八番。本尊は薬師如来である。
寛永3年(1626年)に東仙庵という草庵が開創され、以降は正宗寺の系下となったとされるが詳細は伝わっておらず、正宗寺の隠居庵寺であったかとも考えられる。
貞享3年(1686年)、正宗寺の雲海祖端により再創され、
文久元年(1861年)正宗寺の礼宗祖仁が、東仙寺として中興し、以降の累代は正宗寺の住持が兼務し管理している。

## 高松山 観音堂
瑞浪市西小田町4-51にある観音堂で、美濃瑞浪三十三観音霊場二十四番。本尊は行基が刻んだと伝わる馬頭観世音菩薩である。
元は、高松山 慈雲寺で、元禄8年（1695年）には土岐郡三十三所巡礼の十一番札所に選ばれたが、いつの頃か廃寺となった。
廃寺後、観音堂は正宗寺が管理しており、33年毎に開帳が行われている。東の桜堂薬師に対し、西の高松観音と呼ばれている。
昔は軍馬や農耕馬、牛を連れて参詣し、高松山の麓には馬場があり高松の祭りの日には競馬も行われていたようである。
昭和53年（1978年）に建物が修復された。中には歴史のある絵馬が保管されている。
大東亜戦争が始まると軍馬が足りずに農耕や運搬に使われていた馬も借り出された旨の記述のある軍馬慰霊碑や、
他にも元禄年間の五輪塔の台座や、日清戦争・日露戦争における戦没者の慰霊碑などもある。

## 関連リンク
- 正宗寺　瑞浪市観光協会
- 観音堂　瑞浪市観光協会
- 東仙寺　瑞浪市観光協会
- 正宗寺の御深井釉角香炉（しょうじゅうじのおふけゆうかくこうろ）瑞浪市役所